# Vassili Ivanov
Pour les articles homonymes, voir Ivanov.
Vassili Ivanov (russe : Василий Иванов), né le 8 novembre 1972 à Kouïbychev, est un nageur soviétique puis russe.

## Biographie
Vassili Ivanov remporte sa première médaille internationale lors des Championnats d'Europe de sprint 1991 à Gelsenkirchen sous les couleurs de l'Union soviétique, remportant la médaille d'or du 50 mètres brasse et du  relais 4 × 50 m quatre nages. Aux Jeux olympiques de 1992 à Barcelone, c'est sous les couleurs de l'équipe unifiée qu'il remporte la médaille d'argent du relais 4 × 100 m quatre nages et termine cinquième de la finale du 100 mètres brasse. 
Sous les couleurs de la Russie, il est médaillé d'or du 50 mètres brasse aux Championnats d'Europe de sprint 1992 à Espoo et aux Championnats d'Europe en petit bassin 1993 à Gateshead et médaillé d'argent du relais 4 × 100 m quatre nages aux Championnats du monde 1994 à Rome.

## Palmarès

### Jeux olympiques
- Jeux olympiques de 1992 à Barcelone (Espagne) :
  -  Médaille d'argent sur le relais 4 × 100 m quatre nages

### Championnats du monde
- Championnats du monde 1994 à Rome (Italie) :
  -  Médaille d'argent sur le relais 4 × 100 m quatre nages

### Championnats d'Europe de sprint / en petit bassin
- Championnats d'Europe de sprint 1991 à Gelsenkirchen (Allemagne) :
  -  Médaille d'or sur 50 m brasse
- Championnats d'Europe de sprint 1992 à Espoo (Finlande) :
  -  Médaille de bronze sur 100 m nage libre
- Championnats d'Europe 1993 à Gateshead (Royaume-Uni) :
  -  Médaille de bronze sur le relais 4 × 100 m nage libre